# Lysøysund
Lysøysund este o localitate din comuna Bjugn, provincia Sør-Trøndelag, Norvegia, cu o suprafață de 0,34 km² și o populație de 265 locuitori (2013).